# Słownik geografii turystycznej Sudetów

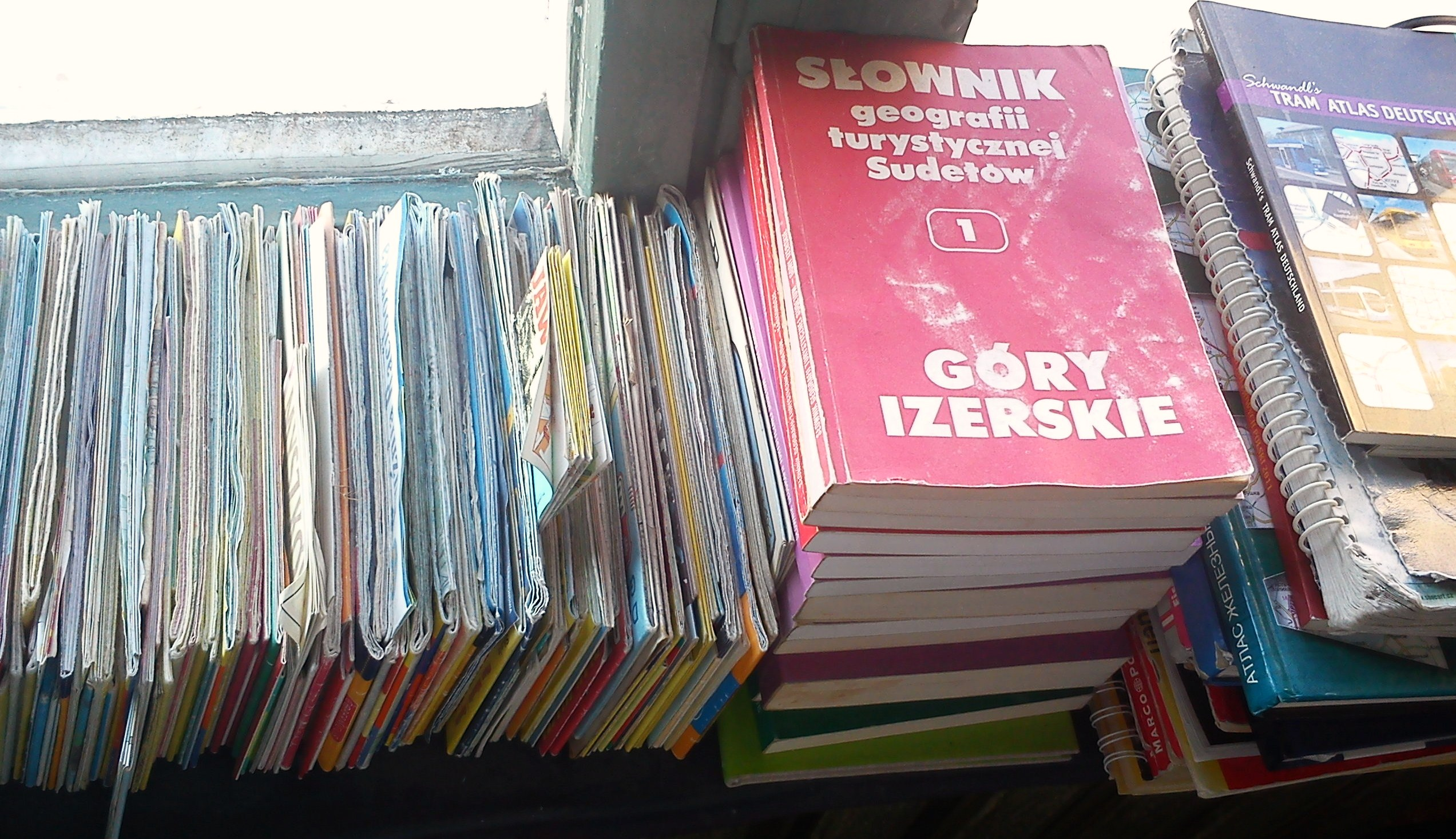
Zbiory turystyczne – wśród nich Słownik geografii turystycznej Sudetów

Słownik geografii turystycznej Sudetów – słownik opisujący wszystkie miejscowości i obiekty fizjograficzne położone na terenie polskich Sudetów, których nazwy ukazały się drukiem. Ukazywał się w latach 1989–2008. Redaktorem pracy był Marek Staffa. Zespół autorski tworzyli: Marek Staffa, Krzysztof R. Mazurski, Janusz Czerwiński. Przy niektórych tomach współpracowali także Julian Janczak, Grzegorz Pisarski, Czesław Zając i Jacek Potocki.
Słownik składa się z 21 tomów:
- Sudety Zachodnie
  - 1. Góry Izerskie (wyd. 1989).
  - 2. Pogórze Izerskie (wyd. 2003).
  - 3. Karkonosze (wyd. 1993).
  - 4. Kotlina Jeleniogórska (wyd. 1999).
  - 5. Rudawy Janowickie (wyd. 1998).
  - 6. Góry Kaczawskie (wyd. 2000).
  - 7. Pogórze Kaczawskie (wyd. 2001).

- Sudety Środkowe
  - 8. Kotlina Kamiennogórska, Wzgórza Bramy Lubawskiej, Zawory (wyd. 1997).
  - 9. Góry Kamienne (wyd. 1996).
  - 10. Góry Wałbrzyskie, Pogórze Wałbrzyskie, Pogórze Bolkowskie (wyd. 2005).
  - 11. Góry Sowie, Wzgórza Włodzickie (wyd. 1995).
  - 12. Góry Bardzkie (wyd. 1993).
  - 13. Góry Stołowe (wyd. 1992, wznowienie 1996).
  - 14. Góry Bystrzyckie, Góry Orlickie (wyd. 1992).
  - 15. Kotlina Kłodzka, Rów Górnej Nysy (wyd. 1994, wznowienie 2000).

- Sudety Wschodnie
  - 16. Masyw Śnieżnika, Góry Bialskie (wyd. 1993).
  - 17. Góry Złote (wyd. 1993).
  - 18. Góry Opawskie (wyd. 2008).

- Przedgórze Sudeckie
  - 19. Wzgórza Strzegomskie (wyd. 2004).
  - 20. Masyw Ślęży, Równina Świdnicka, Kotlina Dzierżoniowska (wyd. 2005).
  - 21. Wzgórza Niemczańsko-Strzelińskie, Przedgórze Paczkowskie (wyd. 2007).